# Камино, Гвечеллоне VII да
Гвечеллоне VII да Камино (итал. Guecellone VII da Camino; ок. 1275 − 1324) — последний сеньор Тревизо из рода да Камино в 1312 году. Второй сын Герардо III да Камино.

## Биография
С детства предназначался для духовной карьеры. После гибели старшего брата, Риццардо IV, в апреле 1312 года стал генерал-капитаном Тревизо. В том же году, 15 декабря, изгнан из города восставшими жителями под руководством Рамбальдо ди Коллато. Возможно, те были недовольны союзом Гвечеллоне VII с Кан Гранде I делла Скала, опасаясь, что тот может сделаться фактическим правителем.
В 1317 году Гвечеллоне VII с помощью Кангранде делла Скала осадил Тревизо, но взять его не смог.
У него остались Фельтре, Ченеда, и в 1316 году Кангранде дела Скала передал ему Кадоре — бывшее владение патриархов Аквилеи.
Умер в Серравалле в 1324 году.
Сын — Риццардо VI да Камино (ум. 1335), граф Ченеды.